# Кёлер, Томас
Томас Кёлер (нем. Thomas Köhler; 25 июня 1940, Цвиккау, Германия) — восточногерманский саночник, двукратный олимпийский чемпион, трёхкратный чемпион мира, выступавший за сборную ГДР в 1960-е годы. Принимал участие в двух зимних Олимпийских играх, на соревнованиях 1964 года в Инсбруке выиграл золотую медаль — в программе мужских одиночных заездов. На играх 1968 года в Гренобле завоевал золото за состязания двоек и серебро за состязания одиночек.
Томас Кёлер является обладателем четырёх медалей чемпионатов мира, в его послужном списке три золотые награды (одиночки: 1962, 1967; двойки: 1967) и одна серебряная (двойки: 1965). Спортсмен регулярно участвовал в заездах чемпионатов Европы, однако не смог получить ни одного призового места.